# Моннервиль, Гастон
Гастон Моннервиль (фр. Gaston Monnerville; 2 января 1897 года, Кайенна, Французская Гвиана — 7 ноября 1991 года, Париж, Франция) — французский юрист и политик, участник движения Сопротивления, президент сената Франции, офицер ордена Почётного легиона, масон.

## Биография
Гастон Моннервиль, родился 2 января 1897 года в Кайенне, во Французской Гвиане. Он был сыном Марка-Сен-Ива Моннервиля и Мари-Франсуазы Орвиль, младшим братом Пьера Моннервиля. Родители его были детьми бывших рабов и происходили из городка Кас-Пилот на Мартинике.
Начальное и среднее образование Гастон получил в лицее в Кайенне, который окончил в 1912 году. Вскоре после этого он покинул Французскую Гвиану и переехал во Францию, в Тулузу, где поступил во второй класс лицея Пьера Ферма. Во время обучения Гастон показал успехи по всем дисциплинам, особенно по риторике, математике и иностранным языкам.
Затем он поступил в Тулузский университет сразу на два факультета — юридический и искусств, по окончании которых получил степень бакалавра искусств и с отличием защитил диплом юриста. В 1921 году Гастон с отличием защитил диссертацию и получил степень доктора юридических наук. За свою научную работу он получил награду от министерства образования Франции.
В 1918 году Гастон поступил в адвокатскую палату Тулузы. В 1921 году он получил золотую медаль, победив в конкурсе на юридической конференции. Особенное впечатление на коллег произвела его речь на тему «Критика и право на ответ».
В том же году покинул Тулузу и вступил в Парижскую коллегию адвокатов. Вскоре был принят на работу в фирму известного адвоката и будущего политика, Сезара Канпенши, где проработал следующие восемь лет. В 1923 году выдержал конкурс в апелляционном суде Парижа. В 1927 году был избран президентом Союза молодых юристов Парижа. Помимо юридической деятельности Гастон работал журналистом на радио Эйфелевой башни.
Его адвокатский талант особенно ярко проявился в деле Жана Гальмо в 1931 году. Арестованные участники народных волнений в 1928 году в Кайенне, спровоцированного фальсификациями на выборах и подозрительной смертью чернокожего кандидата Жана Гальмо, предстали перед судом присяжных в Нанте. Гастон защищал троих из четырнадцати обвинённых — Александра Фурни, Александра Зевае и Анри Торре. Его аргументированная речь произвела такое впечатление на присяжных, что все арестованные были оправданы.
Этот случай привёл его к убеждению о важности политической деятельности. Он вступил в партию радикал-социалистов и дважды, в 1932 и 1936 годах, со значительным большинством голосов побеждал на выборах в Национальное собрание Франции, избираясь депутатом от Французской Гвианы.
В III (1937 год) и IV (1938 год) правительствах Камилля Шотана Гастон занимал пост заместителя государственного секретаря по колониям. Его назначение вызвало протесты со стороны нацистской Германии и фашистской Италии, пропагандировавших расистскую идеологию.
23 июня 1939 года добровольцем поступил на службу в военно-морской флот Франции, и с начала Второй Мировой войны служил на линкоре «Прованс». После оккупации Франции нацистской Германией и установления на юге страны режима Филиппа Петена, не признал поражения и вступил в движение Сопротивления. Принимал активное участие в акциях протеста в Виши, направленных против первых дискриминационных мер в отношении евреев, арабов и чернокожих. Занимался юридической практикой в Марселе, благодаря которой многие преследуемые нацистами и коллаборационистами по расовому и национальному признакам, смогли избежать ареста и депортации в концентрационные лагеря.
В 1942 году после окончательной оккупации Франции нацистской Германией ушёл к партизанам в Овернь. Вместе с женой, Шелад Моннервиль, участвовал в боевых операциях под псевдонимом командира «Сен-Жюста». Гастон взял этот псевдоним в честь дяди по линии матери, Сен-Жюста Орвиля, первого чернокожего мэра Кас-Пилота на Мартинике.
Он и его жена в июне 1944 года были ранены, а осенью того же года Гастон был демобилизован и назначен делегатом от партии радикал-социалистов во Временной консультативной ассамблее — временном правительстве освобождённой Франции.
В 1945 году был назначен председателем комиссии для определения будущего статуса французских колоний. В октябре 1945 года был избран сенатором от Французской Гвианы в первое Учредительное собрание Четвёртой республики, а в апреле 1946 года во второе Учредительное собрание. В 1946 году был делегатом Франции на первой сессии ООН. Потерпел поражение на выборах в третье Учредительное собрание в ноябре 1946 года, отчасти потому, что большинство населения Французской Гвианы возражало против его усилий, направленных на закрытие колониальной тюрьмы на острове Иль-дю-Дьябль. В том же году Гваделупа, Мартиника, Реюньон и Французская Гвиана получили статус заморских департаментов Франции.
18 марта 1947 года был выбран президентом Совета республики. В 1948 году избран сенатором от Ло. В 1958 году сыграл важную роль в возвращении генерала Шарля де Голля к политической деятельности. После учреждения Пятой республики, 4 октября 1959 года Гастон был выбран президентом сената Франции, и занимал эту должность до 2 октября 1968 года. Таким образом, в общей сложности он возглавлял верхнюю палату страны, то есть был вторым человеком (после президента) во властных структурах Франции, в течение двадцати одного года.
В 1962 году выступил против референдума по изменении Конституции и введения выборов президента республики всеобщим прямым голосованием, обвинив в злоупотреблении служебным положением премьер-министра Жоржа Помпиду, который согласился подписать законопроект о референдуме.
Гастон был также председателем сената Французского сообщества в 1959 и 1960 годах. На муниципальном уровне занимал пост мэра Кайенны, затем мэра Сен-Сер. На ведомственном уровне возглавлял Генеральный совет Ло с 1951 по 1971 год.
Подав в 1968 году в отставку с поста президента Сената, оставался сенатором до 1972 года. В том же году он вышел из партии радикал-социалистов. 22 февраля 1974 года Ален Поэр, его преемник на посту президента сената, назначил Гастона членом Конституционного совета. 5 марта того же года он принёс присягу президенту Жоржу Помпиду. В 1983 году подал в отставку с государственной службы и был произведен в офицеры ордена Почетного легиона президентом Франсуа Миттераном (кавалером этого ордена Гастон был с 1947 года). С 1971 года он был членом Великой ложи Франции.
Гастон Моннервиль умер в Париже 7 ноября 1991 года, в возрасте 94 лет.

## Карьера
- Депутат Национального собрания Франции от Французской Гвианы — с 1932 по 1942 год.
- Мэр Кайенны — с 1935 по 1940 год.
- Заместитель государственного секретаря по делам колоний — с 29 июня 1937 по 10 марта 1938 год.
- Сенатор от Французской Гвианы — с 15 декабря 1946 по 7 ноября 1948 год.
- Сенатор от Ло — с 7 ноября 1948 по 5 марта 1974 год.
- Президент Совета Республики — с 6 марта 1947 по 2 октября 1958 год.
- Президент Сената — с 4 октября 1959 по 2 октября 1968 год.
- Президент Генерального совета Ло — с 1951 по 1971 год.
- Мэр Сен-Сер — с 1964 по 1971 год.
- Член Конституционного совета — с 1974 по 1983 год.

## Сочинения

### Речи
- «Трагедия евреев», речь 21 июня 1933 года в Трокадеро.[2]
- «14 июля и империя», речь 14 июля 1946 года.[3]
- «Свобода — непрерывное созидание» (в память о 100 годовщине революции 1848 года), речь 1948 года.[4]
- Фрагменты речи на банкете в 1948 году, организованном Радикальной социалистической федерацией из департамента Сена и Уаза.[5]
- «Революция 1848 года и отмена рабства», речь 27 апреля 1948 года в Сарбонне.[6]
- Речь на открытии монумента Круа-дю-Штауффен в департаменте Танн 7 июля 1949 года.[7]
- Речь на праздновании юбилея Жоржа Перно в Безансоне 12 ноября 1950 года.[8]
- Речь в Вердене 21 июня 1953 года.[9]
- Речь в Тулузе на собрании Союза адвокатов Франции и заморских владений 21-25 мая 1953 года.[10]
- Речь в Доме Латинской Америки 18 ноября 1953 года.[11]
- Речь в Вильнёв-сюр-Ло на открытии памятника Жоржа Леге 18 октября 1953 года.[12]
- Речь на Радио Люксембург 1 января 1954 года.[13]
- Речь на возведении Жоржа Гомболя в кавалеры ордена Почётного легиона 5 января 1954 года.[14]
- Речь к членам Французского союза, переданная по национальному радио 22 декабря 1954 года.[15]
- Речь в Виши по случаю 59-го съезда партии радикал-социалистов 27-30 сентября 1962 года.[16]
- Речь в сенате 9 октября 1962 года.[17]
- Речь в память Арсена Эвана Кассена в 1975 году.[18]
- Лекция об аббате Грегуаре в Великой ложе Франции 5 мая 1981 года.[19]

### Книги
Гастон Моннервиль является автором биографических монографий о президенте Франции Жорже Клемансо и о деятелях истории и культуры с африканскими корнями — Жозефе Болонь де Сен-Жорже, Франсуа-Доминике Туссен-Лувертюре, Жан-Жаке Дессалине, Александре Пушкине, Александре Дюма, Камилле-Элеодоре Мортеноле, Феликсе Эбуэ, Ральфе Банче и Мартине Лютере Кинге. Он также является автором автобиографической книги «Двадцать два года президентства» (1980).
Сочинения Гастона Моннервиля можно найти на сайтах Национальной библиотеки Франции, Библиотеки Конгресса США и многих других сайтах.

## Награды
- — кавалер и офицер ордена Почетного легиона (1947), (1983);
- кавалер Большого креста ордена Святого Карла, Монако (1954);
- — крест войны 1939—1945 годов;
- — медаль Сопротивления.